# Culex damascenoi
Culex damascenoi är en tvåvingeart som beskrevs av Duret 1969. Culex damascenoi ingår i släktet Culex och familjen stickmyggor. Inga underarter finns listade i Catalogue of Life.